# Hidrat de gas
Els hidrats de gas són substàncies similars al gel formades per estructures del tipus clatrat, on molècules d'hidrocarburs de baix pes molecular (com el metà, propà, età…) queden incloses en una xarxa de molècules d'aigua. El tipus d'estructura cristal·lina que presenten les molècules d'aigua (I, II i H) limita l'espai disponible i, per tant, la mida i el tipus de molècules de gas que contenen, que en un elevat percentatge està dominat per metà (CH4). Els hidrats de gas conserven la seva estabilitat sota unes condicions molt particulars de baixa temperatura i elevada pressió (vegeu figura) de tal manera, que la seva presència a la natura queda reduïda a algunes àrees de permagel i grans llacs situats a altes latituds en els continents, i als marges continentals amb profunditat d'aigua superior a 300 m en els oceans.

## Estabilitat

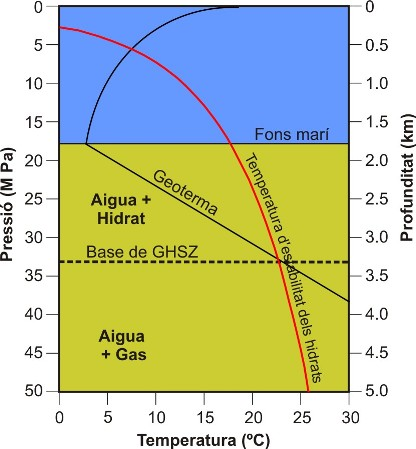
Camp d'estabilitat dels hidrats de gas en els marges continentals

En els marges continentals, la intersecció entre el límit d'estabilitat dels hidrats de gas i el gradient geotèrmic de la zona defineix la profunditat de la Zona d'Estabilitat dels Hidrats de Gas (GHSZ: Gas Hydrate Stability Zone), on els hidrats de gas es formen i s'acumulen aprofitant la porositat del sediment i alterant-ne clarament les textures sedimentàries deposicionals. En el cas que hi hagi una aportació important de gas provenint de grans profunditats, els hidrats de gas poden arribar a actuar com a segell del reservori, ocupant la major part de la porositat del sediment. El nivell de base de l'estabilitat dels hidrats (base de la GHSZ) separa la zona on els hidrats són estables de la zona inferior on només el gas es estable i resulta molt evident en els perfils de sísmica de reflexió multicanal. Aquesta superfície es mostra com un reflector sísmic d'elevada amplitud i polaritat inversa, que simula la topografia del fons marí i es coneix com a Bottom Simulating Reflector (BSR).

## Abundància
L'abundància total d'hidrats de gas al món és encara una qüestió per acabar de resoldre. Alguns treballs publicats al respecte proposen que existeix una quantitat global aproximada de metà continguda als hidrats de gas d'1 a 5•10^15 m3. La gran quantitat de metà atrapat en aquest tipus de molècules ha fet que els hidrats de gas hagin estat considerats com un important reservori en el cicle biogeoquímic del carboni, ja que poden actuar com a factor determinant en l'evolució global del clima.
El factor limitant que té un paper més important en la formació dels hidrats de gas sembla l'existència d'una quantitat suficient de molècules de gas metà a la zona amb condicions de pressió i temperatura adients. L'origen d'aquest gas pot ser termogènic, generat en profunditat per la maduració de la matèria orgànica i posteriorment migrat cap a la GHSZ, o biogènic, produït in situ dins la GHSZ pels bacteris metanogènics que formen part del que s'anomena la biosfera profunda (deep biosphere). Altres bacteris que en formen part són els sulfatoreductors i els que produeixen l'oxidació de les molècules de gas alliberades pels hidrats, i que donen lloc a la formació de nòduls i crostes carbonatades en els primers metres de la columna sedimentària i fins i tot a la superfície del fons marí.

## Generació d'esllavissaments submarins a conseqüència de la dissociació massiva

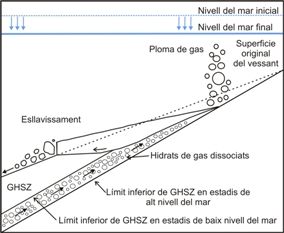
Generació d'un moviment de massa a causa del descens del nivell del mar i la consegüent dissociació d'hidrats de gas

Un altre aspecte important que ha generat moltes investigacions en aquest camp ha estat les causes de la dissociació massiva de molècules d'hidrat. Els hidrats de gas en perdre les seves condicions d'estabilitat degut a canvis en el nivell del mar o canvis en la temperatura de les aigües profundes, es dissocien alliberant gas al sediment i deixant d'ocupar-ne els espais intersticials. Aquest aspecte té un paper clau en els processos de desestabilització dels talussos i generació de grans esllavissaments submarins i turbidites.